# Svarttjärnen (Lidens socken, Medelpad, 695356-155885)
Svarttjärnen är en sjö i Sundsvalls kommun i Medelpad och ingår i Indalsälvens huvudavrinningsområde.